# Stephen Groombridge

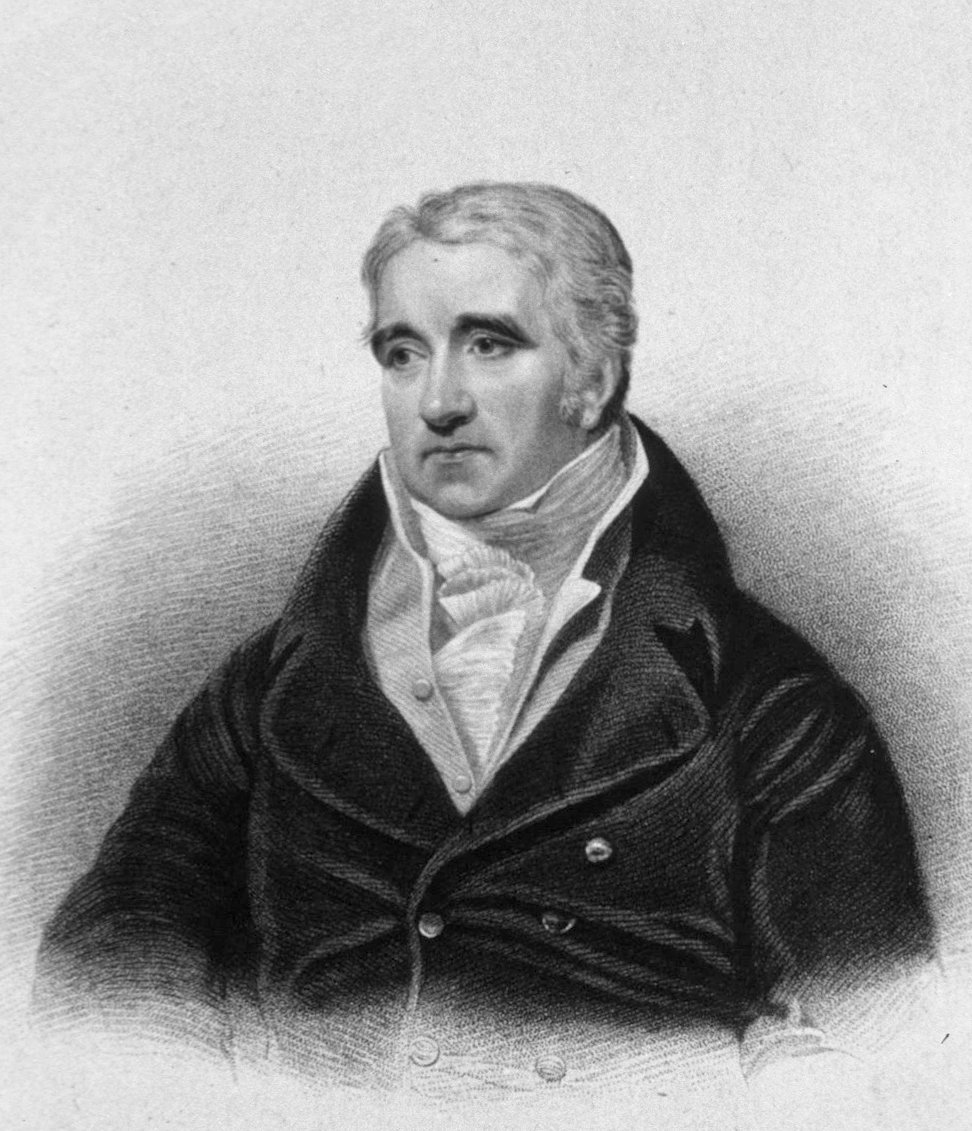
Stephen Groombridge

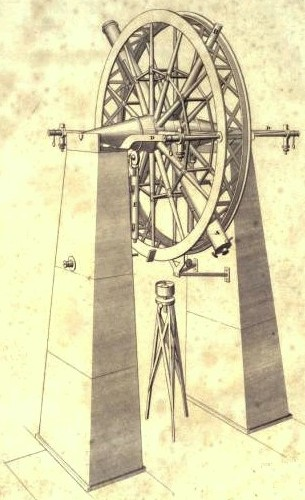
Meridiankreis des Stephen Groombridge, Messinstrument des Astronomen

Stephen Groombridge (* 7. Januar 1755 in Goudhurst, Kent; † 30. März 1832 in London) war ein britischer Astronom und Kaufmann.
Groombridge wurde bekannt durch den nach ihm benannten Sternkatalog, A Catalog of Circumpolar Stars, der 1838 postum für den 1. Januar 1810 durch George Biddell Airy veröffentlicht wurde. Er begann seine Beobachtungen in Blackheath, London, im Jahre 1806. Im Jahre 1815 beendete er seinen Handel mit Westindien und widmete sich fortan völlig seinem Projekt der Beobachtungen. Der Katalog listet 4243 Sterne, die sich in einem Bereich von 50 Grad um den Himmelsnordpol befinden. Die scheinbaren Größen sind dabei größer als die 9. Größenklasse.
Im Jahre 1820 gründete Groombridge die Royal Astronomical Society.